# Corymbia henryi
Corymbia henryi là một loài thực vật có hoa trong Họ Đào kim nương. Loài này được (S.T.Blake) K.D.Hill & L.A.S.Johnson mô tả khoa học đầu tiên năm 1995.

## Hình ảnh

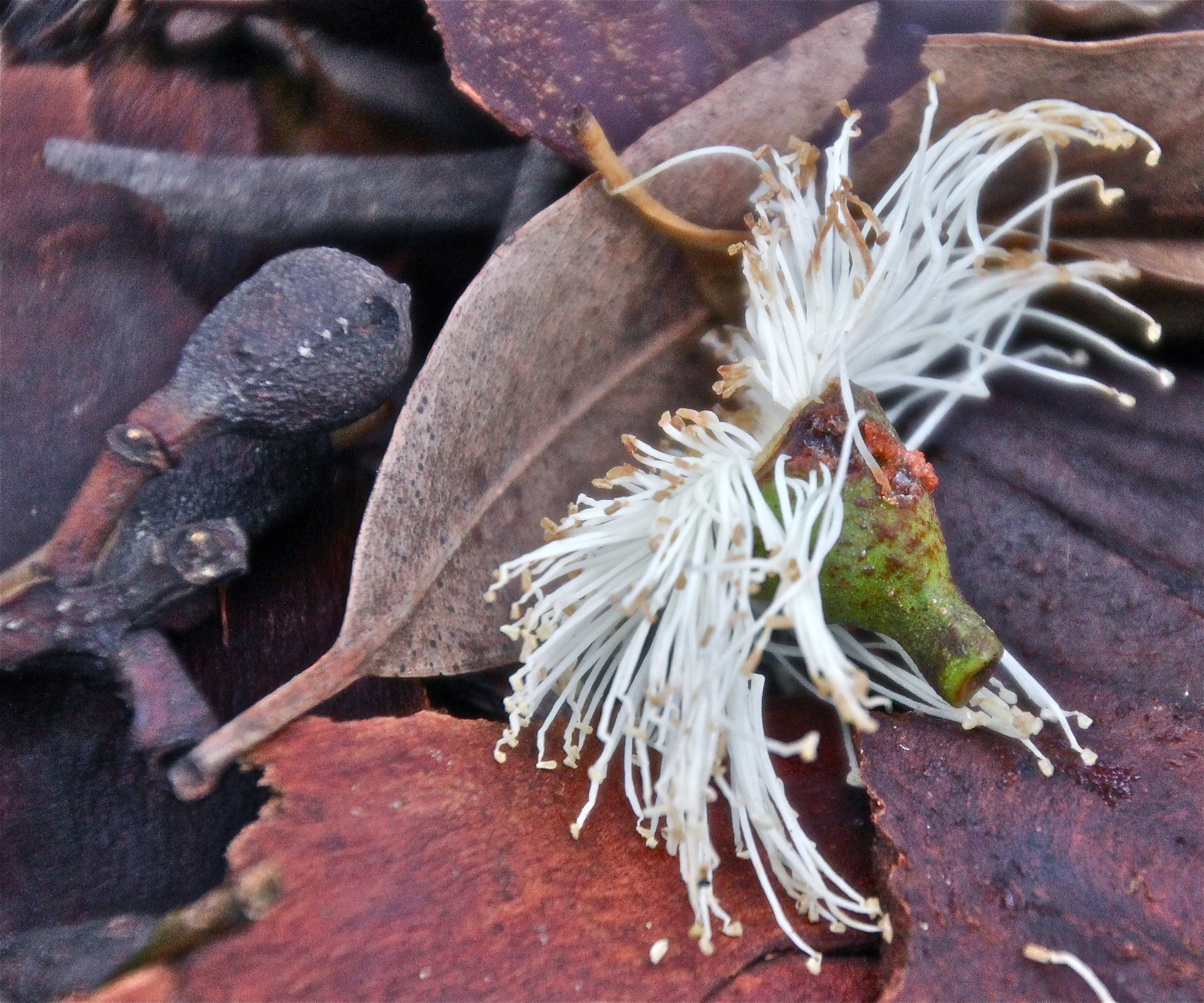